# دربند صدرالفضلاء
دربند صدرالفضلاء مربوط به دوره قاجار است و در اردکان، محله چرخاب واقع شده و این اثر در تاریخ ۲۴ اسفند ۱۳۸۳ با شمارهٔ ثبت ۱۱۶۲۰ به‌عنوان یکی از آثار ملی ایران به ثبت رسیده است.